# سرکوب اعتراضات آبان ۱۳۹۸ ایران
اعتراضات ۱۳۹۸ ایران یا آبان خونین مجموعهٔ اعتراضات مردمی و ضد حکومتی در سراسر ایران بود. این اعتراضات به‌دنبال انجام مجدد سهمیه‌بندی بنزین در ایران و افزایش ۲۰۰ درصدی قیمت بنزین در ۲۴ آبان ۱۳۹۸ آغاز شد. سخنان خامنه‌ای در روز ۲۶ آبان از سوی مخالفانش به فرمان «سرکوب اعتراضات» تعبیر شد اما افراد نزدیک به حکومت صحبت‌های او را «فداکارانه» و «باعث پایان آشوب‌ها» ارزیابی کردند. خبرگزاری رویترز در گزارش ویژهٔ خود در ۲ دی ۱۳۹۸ نوشت رهبر ایران در جلسه‌ای با حضور مقامات امنیتی و دولتی، از آن‌ها خواسته تا به هر قیمتی که شده اعتراضات مردم را متوقف کنند. این اعتراضات که عمدتاً در محلات کارگری و فقیرنشین شهری متمرکز و در ابتدا مسالمت‌آمیز بود، به تدریج به یک قیام و شورش علیه نظام حاکم تبدیل شد. زمانی که نیروهای امنیتی اقدام به سرکوب خشن اعتراضات کردند، اعتراض‌کنندگان جسورتر شدند و در بسیاری از شهرها، خیابان‌ها به صورت منطقه جنگی درآمد و ساختمان‌های دولتی، خودروها، خودروهای پلیس، بانک‌ها و بعضی از مغازه‌ها توسط معترضان و نیروهای امنیتی تخریب و جریان عادی کسب‌وکار و آمد و شد مختل شد. در برخی مناطق شهری شبکه بانکی، مخابراتی، سوخت رسانی و ترابری شهری تخریب و فروشگاه‌های دولتی غارت شدند.

## عاملان سرکوب
- سید علی خامنه‌ای
- قاسم سلیمانی[۹]
- ابراهیم رئیسی
- حسن روحانی
- علی شمخانی[۱۰]
- حسین سلامی
- لیلا واثقی
- حسن شاهوارپور
- علی لاریجانی و دیگر مقامات نظام جمهوری اسلامی

## روش‌های سرکوب

### قطع سراسری اینترنت

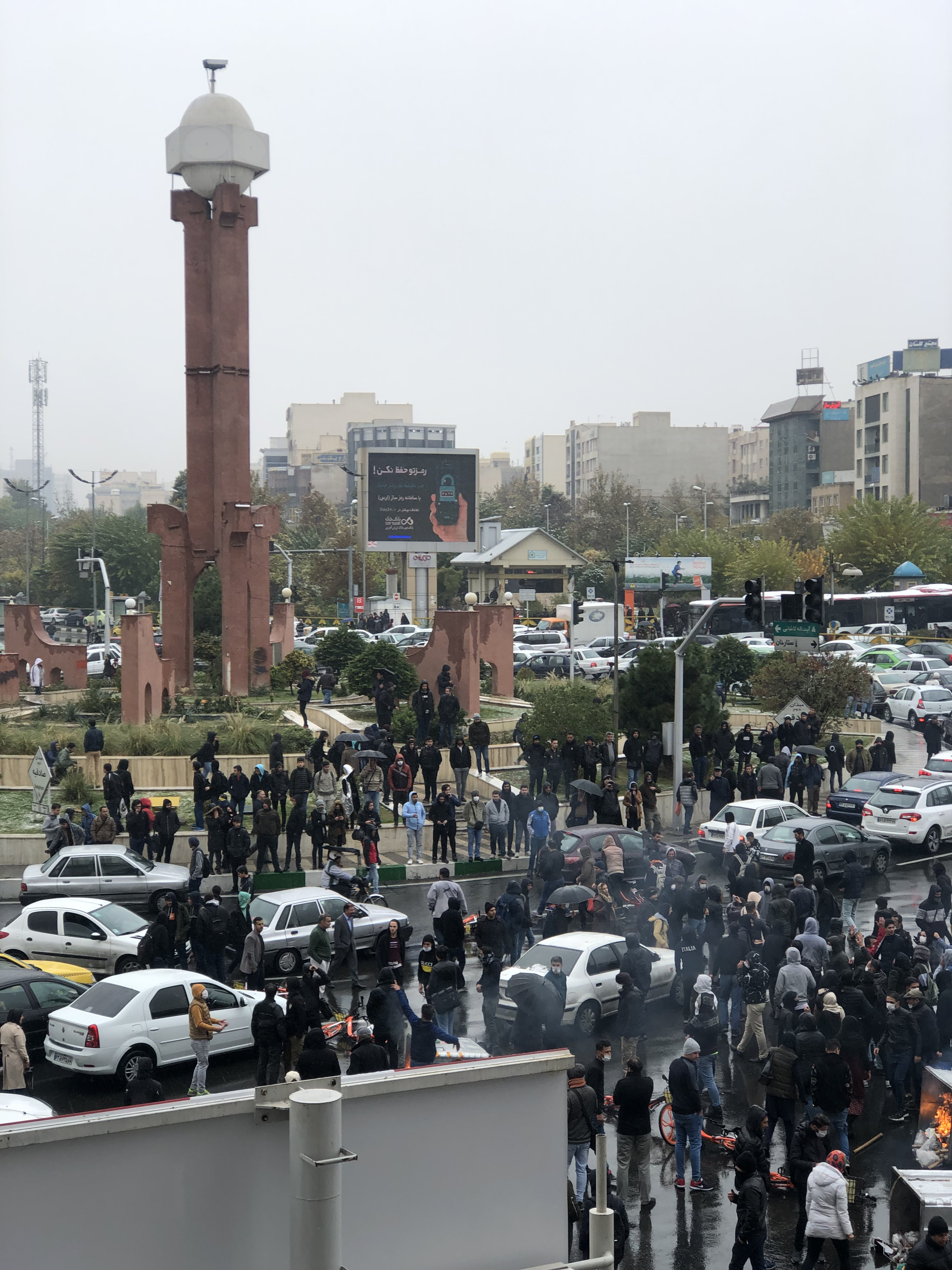
میدان ستارخان تهران

در پی آغاز اعتراض‌ها به افزایش قیمت بنزین اینترنت در ایران با اختلال روبرو شد. از صبح دومین روز اعتراضات و پس از آن که اعتراض‌ها در ایران گسترش یافت، دسترسی کاربران به وب‌سایت شماری از سایت‌های داخلی مانند خبرگزاری‌ها محدود شد. اطلاع‌رسانی رسانه‌ها دربارهٔ حوادث با محدودیت روبه‌رو شد و شهروندان هم برای ارسال فیلم و تصاویر با مشکلاتی مواجه شدند. در نهایت تا پایان روز ۲۵ آبان، ۹۵درصد اینترنت در ایران قطع شد. برخی خبرها از تصویب قطع سراسری اینترنت با دستور شورای امنیت کشور خبر می‌داد تا این که علی ربیعی، سخنگوی دولت، این خبر را تأیید کرد. اینترنت بین‌الملل به دستور اعضای شورای امنیت کشور و به دلیل اعتراضات سراسری قطع شد و دسترسی کاربران فقط به سایت‌های ایرانی که از سرور داخلی استفاده می‌کردند ممکن بود. برخی کارشناسان از آنچه در ایران رخ داد با عنوان «کودتای اینترنتی» نام می‌برند. پس از آن ریچارد گرنل، سفیر ایالت متحده آمریکا در آلمان در توییتی نوشت: «توانایی فنی برقراری اینترنت بدون سانسور و کنترل دولتی در ایران را داریم.» محمدجواد آذری جهرمی وزیر ارتباطات در پاسخ گفت: این ادعا در حال حاضر ممکن نیست و «[آن‌ها] برنامه‌هایی برای سال ۲۰۲۵ دارند که [الان] مطرح کرده‌اند».
وبسایت نت‌بلاکس، سازمان غیردولتی نظارت بر اینترنت، با تأیید اختلال در تلفن همراه و اینترنت ایران اعلام کرد که میزان دسترسی به اینترنت جهانی در ایران در پی قطعی اینترنت، به حدود ۴٪ الی ۷٪ آمار معمول رسیده است. این وب‌سایت گزارش داد که قطعی اینترنت در ایران، روزانه ۳۶۹ میلیون دلار زیان به اقتصاد کشور وارد می‌کند.
وزارت خزانه‌داری آمریکا روز جمعه یکم آذر اعلام کرد نام محمدجواد آذری جهرمی، وزیر ارتباطات و فناوری اطلاعات ایران را به دلیل نقش داشتن در «سانسور گسترده اینترنت» به سیاههٔ تحریمی‌های کاخ سفید اضافه کرده است. جهرمی در واکنش به این تحریم گفت که در قطع اینترنت بین‌الملل نقشی نداشته است.
چندین کشور مانند آلمان، آمریکا، فرانسه و انگلستان به‌همراه سازمان یونسکو به قطع اینترنت در ایران اعتراض کردند.
با گذشت چهارده روز از آغاز اعتراض‌ها تا روز شنبه ۹ آذر ۱۳۹۸، اینترنت در استان‌های خوزستان و سیستان و بلوچستان همچنان قطع بود.
روز چهارشنبه ۴ دی و در آستانه چهلم جان‌باختگان اعتراضات آبان در پنجم دی، ترافیک بین‌الملل خطوط تلفن‌های همراه در استان‌های البرز، کردستان، زنجان و فارس قطع شده است و احتمال دارد شمار استان‌های بی‌اینترنت بیشتر هم بشود.
نت نت‌بلاکس که ترافیک اینترنت جهانی را رصد می‌کند تأیید کرد که اینترنت موبایل در نقاطی از ایران از شش‌ونیم صبح دچار اختلال شده و صبح چهارشنبه دو بار افت یکباره روی داده است.

### تهدید معترضان
در ۲۷ آبان، سپاه پاسداران انقلاب اسلامی در بیانیه‌ای معترضان را به «برخورد قاطع» تهدید کرد و آنان را «اغتشاشگر» و «کینه‌توز» نامید و گفت در اکثر شهرها و استان‌های ایران مردم «ضامن ثبات و آرامش» جامعه بوده‌اند، «به‌گونه‌ای که حتی یک گزارش ناامنی، تخریب، غارت و چپاول اموال عمومی از آن مناطق دریافت نشده است». با این حال استاندار تهران عنوان کرد که در بیش از ۷۰ درصد شهرهای ایران اعتراضات رخ داده است. همچنین روابط عمومی سپاه امام حسن مجتبی اعلام کرد که در اعتراضات ۲۵ و ۲۶ آبان ۱۵۰ نفر در استان البرز دستگیر شده‌اند.
روزنامه کیهان در تاریخ ۲۸ آبان با انتشار متنی نوشت معترضان «اقرار» کرده‌اند که «در خارج از کشور آموزش دیده‌اند» و همچنین این روزنامه بیان کرد که حکم اعدام با طناب دار برای «سرگروه‌های آشوب اخیر» قطعی است.
سید ابراهیم رئیسی رئیس قوه قضاییه و امام جمعه تهران در تاریخ ۳۰ آذر در جمع دانشجویان بسیجی گفت «مجازات سختی» در انتظار کسانی است که «در جامعه اغتشاش و ناامنی ایجاد کردند و دل زن و بچه مردم را لرزاندند و به اموال مردم دست‌اندازی کردند و به اموال عمومی و مردم خسارت وارد کردند».
سایت دویچه‌وله فارسی نوشته است که میان کاربران شبکه‌های اجتماعی پیامک‌های تهدیدآمیزی دست به دست می‌شد که در آن شهروندان کرج، تهران، کرمان و خوزستان تهدید به پیگرد قانونی در صورت شرکت در اعتراضات شده بودند.

### شلیک مستقیم به معترضان

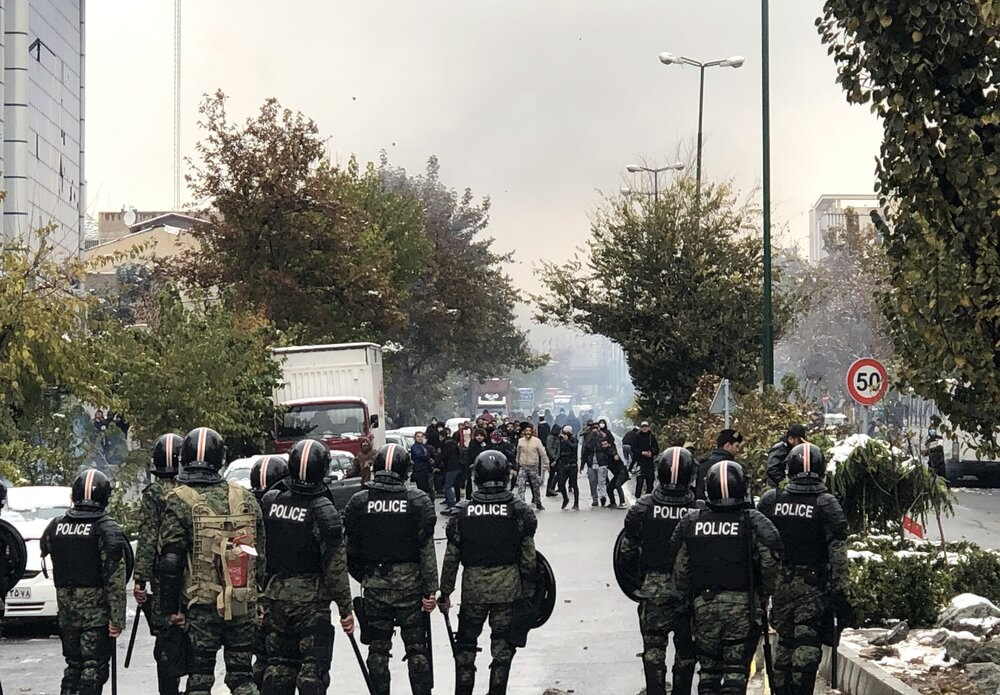
یگان پلیس ضدشورش در خیابان

گزارش‌ها و فیلم‌های ضبط شده نشان می‌دهد در برخی از شهرها از جمله تهران، شیراز، شهریار، کرمانشاه و جوانرود پلیس و نیروهای امنیتی به سوی معترضان شلیک شدید و مستقیم می‌کند. خبرگزاری فرانسه در گزارشی تحقیقی نشان می‌دهد که بیش از ۷۵۰ تصویر و ویدئو از تیراندازی توسط نیروهای امنیتی و کشته و زخمی شدن معترضان به جای مانده است. همچنین در فیلم‌هایی که در شبکه‌های اجتماعی از کرج و جوانرود منتشر شده است نشان داده می‌شد که مأموران با گلوله‌های جنگی از بالای ساختمان مردم را مورد هدف قرار می‌دهند و در فیلمی دیگر نیروهای پلیس در حالی که در حال فرار از معترضان بودند به سمت آنان گلوله شلیک می‌کردند.
در فیلمی دیگر مأموران نیروی انتظامی در شهریار در حالی که در حال فرار از معترضان هستند به سمت آنان شلیک می‌کنند و معترضان با پرتاب سنگ نیروهای انتظامی را دنبال می‌کنند. تصاویر ضبط شده از کرمانشاه نیز نشان می‌دهد که مأموران امنیتی، با کمین کردن و نشانه‌گیری، به سوی معترضان تیراندازی مستقیم می‌کنند. در شهر صدرا نیز، تصاویر ویدئویی نشان می‌دهد که از بالای پشت‌بام پایگاه بسیج بر روی معترضان آتش گشوده شده است. گزارش‌های متعددی از شلیک مستقیم تیر به سر یا قلب بسیاری از کشته‌شدگان اعتراضات اخیر در ایران منتشر شده و در برخی ویدیوهایی که از اعتراضات منتشر شده نیز شلیک مأموران امنیتی به صورت مستقیم به معترضان مشهود است. عکسی از آسوشیتد پرس نیز نشان می‌دهد که نیروهای امنیتی از فاصله نزدیک به مردی که در محاصره نیروهای امنیتی قرار گرفته شلیک می‌کنند.
در شبکه‌های اجتماعی ده‌ها فیلم و ویدئو از شلیک مستقیم مأموران امنیتی و سپاه پاسداران به سمت مردم منتشر شده است ولی علی فدوی، جانشین فرمانده سپاه می‌گوید که معترضان عامل تیراندازی‌ها بوده‌اند.
در همین رابطه، محمود صادقی در مصاحبه با سایت «امتداد» که روز دوشنبه ۲۵ آذرماه منتشر شده، در خصوص نشست با رحمانی فضلی گفته است: «در همین جلسه، یکی از نمایندگان شهرستان‌ها اعلام کرد که دو نفر در حوزه انتخابیه من (محدوده کرج و شهرقدس) با اصابت گلوله به مغزشان جان باخته‌اند و از رحمانی فضلی سؤال کرد که آیا امکان تیراندازی، دست کم به پا یا کمر به پایین وجود نداشته که چنین شلیک‌هایی انجام شده است؟ وزیر کشور هم در پاسخ عنوان کرد که خب! شلیک به پا هم انجام شده بوده است.»
به نقل از محمود صادقی، علی شمخانی دبیر شورای عالی امنیت ملی در آن زمان، در پاسخ به سؤال «اگر مردم به خانه نروند و در خیابان بایستند، می‌خواهید چه کنید؟» گفت: «ولو بلغ ما بلغ ما می‌زنیم» یعنی به مردم شلیک می‌کنیم. شمخانی این سخن را تکذیب کرد.

#### تیراندازی به معترضان در نیزارِ ماهشهر
در نخستین روز اعتراضات، گزارش‌هایی منتشر شد که معترضان ماهشهری اقدام به بستن جاده ماهشهر کرده بودند و پس از چند روز آن‌ها به سمت نیزار حاشیه شهرک چمران می‌گریختند و آنجا با رگبار سنگین نیروهای امنیتی قتل‌عام شدند. نیویورک تایمز نیز در گزارش خود، به نقل از شاهدان عینی و خدمهٔ پزشکی نوشت که در بندر ماهشهر، مأموران امنیتی ۴۰ تا ۱۰۰ تظاهرکننده (عمدتاً شامل مردان جوان غیرمسلح را) در نیزاری که به آن پناه برده بودند حلقه کردند و به ضرب گلوله کشتند. این افراد جزو معترضانی بودند که برای سه روز جادهٔ اصلی میان شهر و مجتمع پتروشیمی حومهٔ شهر را بسته بودند. پیش‌تر وزیر کشور ایران در مصاحبه‌ای بسته شدن جادهٔ ماهشهر به بندر امام توسط معترضان را تأیید کرده بود. سپس تلویزیون جمهوری اسلامی کشته‌شدن معترضان در نیزار ماهشهر را نیز تأیید کرد و آن‌ها را «اشرار مسلح و تجزیه‌طلب نامید».
صدا و سیما با پخش گزارشی از اتفاقات ماهشهر اعلام نمود: «در ماهشهر برخی از عوامل گروه‌های تجزیه طلب با سلاح گرم و حتی سلاح‌های نیمه سنگین و تیربار راه ارتباطی بندر ماهشهر با دیگر نقاط کشور و مسیر انتقال کالا را بسته بودند و همچنین قصد تصرف پتروشیمی ماهشهر و انفجار در آن را داشتند؛ در ماهشهر عملاً برای ساعاتی، اغتشاشگران مسلح، جنگ مسلحانه به راه انداخته بودند. در چنین شرایطی، نیروهای حافظ امنیت برای نجات جان مردم ماهشهر وارد عمل شدند.»
به نوشتهٔ نیویورک تایمز در ماهشهر نیروهای سپاه پاسداران با پهپادهای مسلح، دوشکا و تیربار که روی ماشین‌های تویوتا نصب شده بود بر روی مردم آتش گشودند. پس از اتصال اینترنت خانگی در استان خوزستان اطلاعات و تصاویری از اعتراض‌های ماهشهر منتشر شد که روایت‌های پیشین را تأیید می‌کند. تصاویر ویدئویی نشان می‌دهند که خودروهای سپاه پاسداران با دوشکا و تیربار به سوی نیزار تیراندازی می‌کنند و همزمان صدای شیون و زاری بلند است.
در اواخر دی ماه ۹۸، وزارت خارجهٔ آمریکا نام سرتیپ پاسدار حسن شاهوارپور، فرماندهٔ سپاه استانی ولیعصر در خوزستان را به دلیل آنچه که «فرماندهی کشتار معترضان خوزستانی در اعتراضات آبان ماه» عنوان شد به فهرست تحریم‌های خود اضافه کرد. آمریکا در یک بیانیه رسمی اعلام کرد یگان‌ها و واحدهای تحت فرمان شاهوارپور در جریان سرکوب اعتراضات آبان ماه در خوزستان با نقض گستردهٔ حقوق بشر، مسئول مرگ دست کم ۱۴۸ تن به‌ویژه در ماهشهر هستند.

### ربودن جسد کشته‌شدگان
خانوادهٔ مهدی نکویی، دانشجوی ۲۰ سالهٔ حقوق که در شیراز هدف گلولهٔ نیروهای سپاه قرار گرفت، می‌گویند او در وضعیت وخیم جسمی به بیمارستان منتقل شده اما در حالی‌که علائم حیاتی داشته توسط نیروهای امنیتی از آن‌جا خارج شده و بعد از آن از او خبری ندارند. یکی از پرستاران تأیید کرده که نکویی پیش از آن‌که از بیمارستان بیرون برده شود، به همراه چند مصدوم دیگر تحت معالجه قرار گرفته بود، اما الان کسی نمی‌داند او کجاست. آن‌ها بر این عقیده‌اند حکومت ایران با دزدیدن جسد کشته‌شدگان قصد دارد ابعاد واقعی سرکوب معترضان را پنهان کند.

### اعترافات تلویزیونی
در تاریخ ۲۹ آبان تلویزیون ایران اقدام به پخش «اعترافات» یکی از بازداشت‌شدگان کرد که در آن به «نقش اثرگذار زنان و همچنین مخالفان حکومت ایران در رهبری اعتراضات» اشاره شده بود و تلویزیون ایران می‌گوید که این زن که با نام «فاطمه داوند» از او یاد می‌شود به‌وسیلهٔ سربازان گمنام امام زمان (مأمورین وزارت اطلاعات) در هنگام فرار در یکی از شهرهای مرزی ایران بازداشت شده است. اما پس از آن، یک فعال مدنی اعلام کرد که این زن کسی است که در یکی از خیابان‌های شهر بوکان گلوله خورده و مجروح بازداشت شده است. همچنین مازیار ابراهیمی، که در «اعترافات اجباری» مسئولیت سوءقصد به جان دانشمندان هسته‌ای ایران را پذیرفته بود، از سرنوشت بازداشت‌شدگان روزهای اخیر اظهار نگرانی کرده است.

### سانسور و اعمال فشار بر رسانه‌ها
پیش از آغاز اعتراضات، نمایندگانی از شورایعالی امنیت ملی با مسئولان روزنامه‌ها جلسات توجیهی برگزار کرده بودند و دربارهٔ افزایش قیمت بنزین، احتمال بروز اعتراض و لزوم فعالیت رسانه‌ها در چارچوب نظام صحبت کرده‌بودند. در زمان اعتراضات، ۸ تن از روزنامه‌نگاران به وزارت اطلاعات احضار شدند، تعدادی دیگر به‌خاطر گزارش‌ها و توییت‌هایشان از وزارت ارشاد هشدار دریافت کردند و محمد مساعد (روزنامه‌نگار اقتصادی) به دلیل توییت‌هایش بازداشت شد. پس از بازداشت مساعد حساب کاربری توییترش هم مسدود شد.
انجمن صنفی روزنامه‌نگاران استان تهران با انتشار بیانیه‌ای، سیاست‌های رسانه‌ای جمهوری اسلامی ایران را «بحران‌زا و ضد منافع ملی» اعلام کرد و نسبت به اعمال محدودیت بیشتر بر رسانه‌های داخلی هشدار داد. انجمن صنفی روزنامه‌نگاران استان تهران در این بیانیه با انتقاد از بی‌تفاوتی رسانه‌های داخلی نسبت به وقایع در اعتراضات سراسری آبان ۱۳۹۸ نوشت: «اخبار را آن‌چنان در لابلای صفحات دفن می‌کنند که از دید مخاطب به سانسور و لاپوشانی حقیقت متهم می‌شوند. چرا که در روز اول و دوم اعتراضات، علت توقف اتومبیل‌ها در شهرها را شرایط نا مساعد جوی و عدم رسیدگی مطلوب شهرداری استان‌ها عنوان می‌کردند.»
خبرگزاری میزان سه‌شنبه ۵ آذر اعلام کرد که قوهٔ قضاییه برای تعدادی از کارمندان شبکه تلویزیونی ایران اینترنشنال محدودیت‌های قضایی و حقوقی در مورد اموال‌شان در نظر گرفته است. هم‌زمان گزارشگران بدون مرز اعلام کرد حکومت ایران، روزنامه‌نگاران ایرانی شاغل در رسانه‌هایی مانند بی‌بی‌سی، صدای آمریکا و رادیو فردا و خانواده‌های آن‌ها را به شیوهٔ تهدید مستقیم، حملات سایبری و توهین و رعب‌آفرینی بر روی شبکه‌های اجتماعی تحت فشار قرار داده است. این سازمان با اشاره به اینکه سفیر ایران در لندن تهدیدهای نهادهای امنیتی را علیه روزنامه‌نگاران تکرار می‌کند او را سفیر تهدید نامید و از دولت بریتانیا خواست که به اقدمات او رسیدگی کند.
در ۹ آذر ۱۳۹۸ وزارت اطلاعات ایران در بیانیه‌ای اقدامات شبکه ایران اینترنشنال را «مصداق همکاری با دشمنان ایران در اقدامات تروریستی» دانست و ادعا کرد که افرادی را به اتهام ارسال اطلاعات به این شبکه بازداشت کرده است. در این اطلاعیه اشاره شده که کارکنان اینترنشنال اگر همکاری‌شان با آن شبکه را قطع و ابراز ندامت کنند «مشمول عفو و رأفت اسلامی» خواهند شد.

### تأیید شلیک به مردم
پس از اعتراضات آبان ۱۳۹۸، لیلا واثقی، فرماندار شهر قدس در استان تهران، اعلام کرد که در روز ۲۵ آبان شخصاً به نیروی انتظامی دستور داده به معترضانی که وارد فرمانداری شده بودند شلیک کنند. همچنین او اضافه کرده که وقتی معترضان فرمانداری را تصرف کردند، به سپاه پاسداران رفته و با نیروهای امنیتی بازگشته است.
کمی بعد، لیلا واثقی به دلیل عملکردش در جریان اعتراض‌های مردمی آبان‌ماه ۹۸ از سوی عبدالرضا رحمانی فضلی، وزیر کشور، در یک برنامه تلویزیونی مورد تقدیر و تشکر قرار گرفت.

### شکنجه و تهدید زندانیان
در روزهای پایانی تیر ۱۳۹۹، ابوالفضل کریمی، نوجوان کارگر بازداشت شده در جریان اعتراضات آبان ۹۸ که دوران محکومیت ۲۷ ماههٔ خود را در زندان تهران بزرگ سپری می‌کند، با نوشتن نامه‌ای به شرح چگونگی بازداشت و بازجویی‌های توأم با شکنجه، تحقیر ضرب و شتم و تهدید شدن به تجاوز به نزدیکانش پرداخت. او در بخشی از نامهٔ خود نوشت: «در اوین بازجویی شدم. گفتند اگر حرف نزنی مادرت را می‌آوریم اینجا. گفتم آخر چه باید بکنم؟ گفتند این اسلحه را گردن بگیر. گفتم آخر بدبخت می‌شوم زندگی‌ام خراب می‌شود. بعد گفتند دوست دخترت را می‌آوریم اینجا ترتیبش را می‌دهیم (تجاوز). گریه کردم و به شدت شکنجه روحی شدم.»